# 危机谈判组
危機談判組（英語：Crisis Negotiation Unit，簡稱CNU）是隸屬於新加坡警察部隊特別行動指揮處的一支專業部隊。該組由受過專門訓練的警官組成，負責透過語言上的談判技巧處理涉及人命危險的事件，旨在和平解決危機情況。危機談判組每三年內部招募，申請者須通過測試與培訓方可任職。

## 歷史

### 建立
危機談判組的成立可追溯至新加坡在1974年1月31日發生的「拉朱劫船事件」。當時，四名武裝分子襲擊了位於毛广岛的殼牌煉油廠，隨後劫持「拉朱號（英語：Laju）」渡輪及其五名船員作為人質。在被新加坡警察海上部隊攔截後，渡輪停泊於東部錨地水域。歷經八天的緊張談判後，劫持者同意釋放人質，條件是獲得安全通行前往中東。該事件最終和平落幕，無人傷亡，凸顯了在處理複雜高風險情況時，專業談判技巧的重要性。事件過後，新加坡警察部隊開始加強應對類似危機的能力，並於1984年成立「談判團（英語：Negotiation Team）」，專責處理恐怖主義與刑事案件中涉及人質的情況。

### 重組
2002年5月，談判團正式重組為「危機談判組」，並納入特別行動指揮處管理之下。此項安排促進了危機談判組與特別行動指揮處轄下其他單位（如警察机动部队（Police Tactical Unit）與特工与拯救单位）之間的協同與應變能力，提升了在處理高風險事件時的整體效率與行動一致性。
2004年印度洋大地震發生後，危機談判組首次被派往海外，協助處理遇難者家屬與親屬的情緒與需求。